# خورمارال
خورمارال (به لاتین: Khüreemaral) یک منطقهٔ مسکونی در مغولستان است که در استان بایان‌خونگور واقع شده‌است. خورمارال ۴٬۳۲۸ کیلومتر مربع مساحت دارد.